# Banga (kvinder)
Moterų futbolo komanda "Banga" eller Banga er en litauisk kvindefodboldklub fra Gargždai.
Holdets farver er orange og blå. Klubben har hjemmebane på Gargždų stadionas (kapacitet 3.250).

## Historiske slutplaceringer
| Sæson | Niveau | Liga           | Placering | Kilde(r) |
| ----- | ------ | -------------- | --------- | -------- |
| 2016  | 1.     | Kvinder A lyga | 3.        | [ 3 ]    |
| 2017  | 1.     | Kvinder A lyga | 4.        | [ 4 ]    |
| 2018  | 1.     | Kvinder A lyga | 3.        | [ 5 ]    |
| 2019  | 1.     | Kvinder A lyga | 3.        |          |
| 2020  | 1.     | Kvinder A lyga | 4.        | [ 6 ]    |
| 2021  | 1.     | Kvinder A lyga | 4.        | [ 7 ]    |
| 2022  | 1.     | Kvinder A lyga | 6.        |          |
| 2023  | 1.     | Kvinder A lyga | 5.        | [ 8 ]    |
| 2024  | 1.     | Kvinder A lyga | 5.        | [ 9 ]    |
| 2025  | 1.     | Kvinder A lyga | .         |          |

## Klub farver
- Orange og blå.

| BANGA | BANGA |

## Nuværende trup
Oversigten er opdateret til og med 2. juli 2024
| Nr. | Land    | Position | Spiller               |
| --- | ------- | -------- | --------------------- |
| 2   | Litauen |          | Laura Ubartaitė       |
| 4   | Litauen | MI       | Donata Švarcaitė      |
| 5   | Litauen | FO       | Mišelė Korsakaitė     |
| 6   | Litauen | AN       | Kristina Černavskich  |
| 7   | Litauen | AN       | Evelina Petrauskaitė  |
| 9   | Litauen | MI       | Monika Judeikytė      |
| 10  | Litauen | AN       | Lijana Gedminaitė     |
| 11  | Litauen | FO       | Monika Grikšaitė      |
| 12  | Litauen | FO       | Odeta Naujokaitė      |
| 13  | Litauen | AN       | Roberta Tarasevičiūtė |
| 14  | Litauen |          | Aina Skėrutė          |
| 15  | Litauen |          | Modesta Gečaitė       |

| Nr. | Land    | Position | Spiller             |
| --- | ------- | -------- | ------------------- |
| 17  | Litauen | MI       | Virginija Jokšaitė  |
| 18  | Litauen | FO       | Tatjana Baličeva    |
| 23  | Litauen | MI       | Kamilė Pranulytė    |
| 25  | Litauen |          | Agnė Bonadrenko     |
| 26  | Litauen | MI       | Vitalija Žatkina    |
| 27  | Litauen | MI       | Laura Bagdonaitė    |
| 37  | Litauen | MI       | Austėja Lekavičiūtė |
| 55  | Litauen | MI       | Agnetė Kuprytė      |
| 69  | Litauen | MI       | Paulina Narbutaitė  |
| 97  | Litauen | AN       | Akvilė Gedminaitė   |

## Trænere
- David Marques Afonso (2017–2018)
- Simonas Alsys (2019)[1]